# Balaha Sadhara
Balaha Sadhara (nep. बल्हासघारा) – gaun wikas samiti w środkowej części Nepalu w strefie Dźanakpur w dystrykcie Dhanusa. Według nepalskiego spisu powszechnego z 2011 roku liczył on 698 gospodarstw domowych i 4030 mieszkańców (2096 kobiet i 1934 mężczyzn).